# Dimitrie Eustatievici
Dimitrie Eustatievici (1730 - 1796) este autorul primei gramatici românești. A fost dascăl la școala românescă din Șchei (Brașov) și director al școlilor neunite din Transilvania, timp în care a elaborat „Gramatica”, precum și alte manuale școlare.
Dimitrie Eustatievici era fiul lui Eustatie din Grid, protopopul din Șcheii Brașovului. A învățat carte la școala de pe lângă Biserica Sfântul Nicolae din Brașov (prima școală românească), condusă și reorganizată pe atunci de tatăl său.
În anul 1744 se înscrie la prestigioasa Academie Teologică din Kiev (înființată de mitropolitul român Petru Movilă), unde studiază teologia și filosofia în limbile de cultură ale acelei perioade, slavonă, latină și greacă, însușindu-și vaste cunoștințe de cultură universală.
În 1753 se întoarce la Brașov, unde devine dascăl (profesor) la Școala românească din Șcheii Brașovului.
Dimitrie Eustatievici a fost interpret și secretar al primilor trei episcopi sârbi de la Rășinari și Sibiu (între 1762-1786). În 1786 a devenit primul director al Școlilor naționale neunite din Transilvania (1786-1795), fiind în același timp organizator și profesor al primului curs pedagogic-teologic ortodox din Sibiu.
A publicat o serie de manuale școlare, cel mai cunoscut dintre acestea fiind Gramatica rumânească, prima gramatică a limbii române, scris în perioada 1755-1757 (carte păstrată în manuscris și tipărită abia în 1969).
De asemenea, i se atribuie mai multe traduceri din limbile sârbă, slavonă și germană ale unor scrieri din domeniul religiei.

## Lucrări publicate
- Gramatica rumânească (1755-1757; păstrată în manuscris și tipărită în 1969)
- Ducere de mână sau povățuire cătră aritmetică sau socoteală (Sibiu, 1789), lucrare bilingvă (în română și în germană)
- Sinopsis, adecă cuprindere în scurt a celei vechi și a celei noauă Scripturi (Sibiu, 1791)
- Scurt izvod pentru lucruri de obște și deschilin în scrisori de multe chipuri (Sibiu, 1792)
- Dezvoaltele și tâlcuitele Evanghelii a duminecilor, a sărbătorilor și a oareșcărora zile (Sibiu, 1792)